# Qarcheh
Qarcheh (persiska: قرچه) är en ort i Iran.   Den ligger i provinsen Sydkhorasan, i den nordöstra delen av landet, 600 km öster om huvudstaden Teheran. Qarcheh ligger 1 110 meter över havet och antalet invånare är 104.
Terrängen runt Qarcheh är kuperad åt sydväst, men åt nordost är den platt.  Trakten runt Qarcheh är nära nog obefolkad, med mindre än två invånare per kvadratkilometer. Närmaste större samhälle är Padeh-ye Bīd, 1,4 km öster om Qarcheh. Trakten runt Qarcheh är ofruktbar med lite eller ingen växtlighet.